# Стельмах Володимир Семенович
Володи́мир Семе́нович Сте́льмах (нар. 18 січня 1939, с. Олександрівка, Великописарівський район, Сумська область, Українська РСР, СРСР) — український банкір, політик, економіст, з 21 січня 2000 по 17 грудня 2002 та з 3 грудня 2004 року по 23 грудня 2010 року — 4-й та 6-й голова Національного банку України, виконавець обов'язків голови НБУ (грудень 1999—січень 2000). Кандидат економічних наук, доктор економіки та менеджменту. Державний службовець 1-го рангу (1999). З 23 грудня 2010 року — радник Президента України. Член Комітету з економічних реформ (з 17 березня 2010).. Почесний громадянин Сум. Герой України (2007), повний кавалер ордена князя Ярослава Мудрого. Лауреат Державної премія України в галузі архітектури (2005), Заслужений економіст України (1996). Вітчим Ігора Луценка.

## Життєпис
Народився 18 січня 1939 в с. Олександрівка, Сумська область, УРСР.
Після закінчення школи працював на шахтах Донбасу. У 1962 році закінчив Львівський обліково-кредитний технікум, працював кредитним інспектором Роменського міського відділення; згодом – начальником відділу в обласній конторі Держбанку. У 1967 закінчив Київський інститут народного господарства за фахом економіст, у 1979 спецфакультет при Московському фінансовому інституті по підготовці висококваліфікованих керівних кадрів в області валютних операцій, міжнародного кредиту та міжнародних розрахунків за фахом економіст з міжнародних економічних відносин. Кандидат економічних наук.

## Кар'єра
Кредитний інспектор Роменського відділення Держбанку СРСР, м. Ромни Сумської області (04.1962 — 05.1964)
Кредитний інспектор міського управління Сумської обласної контори Держбанку СРСР (05.1964 — 11.1964).
Економіст відділу кредитування промисловості і місцевого господарства Сумської обласної контори Держбанку СРСР (11.1964 — 02.1967).
Начальник відділу кредитування промисловості і місцевого господарства Сумської обласної контори Держбанку СРСР (02.1967- 06.1969).
Начальник відділу Управління кредитування машинобудівної промисловості Правління Держбанку СРСР, м. Москва (06.1969 — 09.1970).
Начальник відділу довгострокового кредитування колгоспів Управління кредитування колгоспів Правління Держбанку СРСР, м. Москва (09.1970-12.1973).
Начальник кредитно-планового відділу Планово-економічного управління Правління Держбанку СРСР, м. Москва (12.1973-09.1977).
Слухач спеціального факультету при Московському фінансовому інституті (10.1977-06.1979).
Заступник начальника Управління іноземних банківських кредитів Банку для зовнішньої торгівлі СРСР, м. Москва (06.1979-02.1981).
Радник міністра — президента Національного банку Куби, Республіка Куба (02.1981-02.1986).
Заступник начальника Управління кредитування зовнішньоекономічних зв'язків Банку для зовнішньої торгівлі СРСР, м. Москва (02.1986-04.1986).
Заступник начальника Кредитно-економічного управління агропромислового комплексу Держбанку СРСР, м. Москва (04.1986-02.1987).
Заступник начальника Планово-економічного управління Держбанку СРСР, м. Москва (02.1987-01.1988).
Заступник начальника Управління методології кредитнорозрахункових відносин Держбанку СРСР, м. Москва (01.1988-12.1989).
Перший заступник начальника Управління методології кредитно-розрахункових відносин Держбанку СРСР, м. Москва (12.1989-03.1992).
Член Правління, начальник Головного управління методології банківських технологій Національного банку України (04.1992-03.1993).
Перший заступник Голови Правління Національного банку України (03.1993-12.1999).
В. О. Голови Національного банку України (12.1999 — 01.2000).
Голова Національного банку України (01.2000-01.2003).
Голова Спостережної ради Акціонерного банку «Брокбізнесбанк» (02.2003-12.2004)
З грудня 2004 року призначений на посаду Голови Національного банку України.
З 2005 р. по 2010 р. Володимир Семенович був Головою Сумського земляцтва в Києві.
У вересні 2007 року обраний нар. деп. України 6 скликання від блоку «Наша Україна — Народна самооборона», № 28 в списку. Але він невдовзі зняв депутатський мандат на користь посади Голови Національного банку України
21 грудня 2010 року Президент України вніс до парламенту подання на звільнення Володимира Стельмаха з посади Голови Національного банку України у зв'язку з поданою ним заявою про відставку.
23 грудня 2010 року Верховною Радою України звільнений з посади Голови Національного банку України; того ж дня указом Віктора Януковича призначений радником Президента України. Як Голова НБУ входив до складу Ради національної безпеки і оборони України.
30 квітня 2015 року був обраний Головою Наглядової ради ПАТ КБ «ПриватБанк».
Кандидат економічних наук, доктор економіки та менеджменту, академік Міжнародної академії менеджменту. Почесний професор Вищої школи менеджменту (Барселона).
За його участю в обласному центрі відкрито Українську академію банківської справи. Зведений легкоатлетичний манеж міжнародного рівня Української академії банківської справи, який сьогодні збирає сотні прихильників найрізноманітніших видів спорту. Володимир Семенович опікувався і будівництвом стадіону «Ювілейний».

## Відзнаки і нагороди
- Звання Герой України з врученням ордена Держави (21 серпня 2007) — за визначний особистий внесок у створення та розвиток сучасної банківської системи України, проведення ефективної грошово-кредитної політики, багаторічну плідну діяльність.[7]
- Орден князя Ярослава Мудрого II (2010)[8], III (2006)[9], IV (2001)[10] та V (1999)[11] ступенів.
- Заслужений економіст України (1996).[12]
- Державна премія України в галузі архітектури (2005)[13] — за архітектуру комплексу будівель Української академії банківської справи в місті Сумах (у складі колективу).
- Рішенням Сумської міської ради у вересні 2002 р. Володимиру Семеновичу Стельмаху присвоєно звання «Почесний громадянин міста Суми».

## Родина
Володимир Стельмах є вітчимом громадського активіста та політика Ігоря Луценка